# Gerichtsbezirk Kirchdorf an der Krems
Der Gerichtsbezirk Kirchdorf an der Krems ist ein dem Bezirksgericht Kirchdorf an der Krems unterstehender Gerichtsbezirk im politischen Bezirk Kirchdorf (Oberösterreich).

## Geschichte
Der Gerichtsbezirk Kirchdorf an der Krems wurde durch einen Erlass des k.k. Oberlandesgerichtes Linz am 4. Juli 1850 geschaffen und umfasste ursprünglich die 26 Steuergemeinden Dauersdorf, Goritz, Gundendorf, Hammersdorf, Kirchdorf, Klaus, Lungdorf, Manndorf, Maysdorf, Mitterinzersdorf, Mittermicheldorf, Mitterndorf, Mitterschlierbach, Oberdürndorf, Oberinzersdorf, Obermicheldorf, Oberschlierbach, Pettenbach, Pratsdorf, Seisenburg, Siezendorf, Steyrling, Unterdürndorf, Unterinzersdorf, Untermicheldorf und Unterschlierbach.
Der Gerichtsbezirk Kirchdorf an der Krems bildete im Zuge der Trennung der politischen von der judikativen Verwaltung
ab 1868 gemeinsam mit den Gerichtsbezirken Windischgarsten und Grünburg den Bezirk Kirchdorf.
Per 21. Jänner 1893 musste die Gemeinde Nußbach des Gerichtsbezirks Kirchdorf Teile des Gemeindegebietes an die neugebildete Gemeinde Adlwang bzw. den Gerichtsbezirk Grünburg abgeben werden.
Mit der Bezirksgerichts-Verordnung der österreichischen Bundesregierung wurde am 12. November 2002 die Auflösung des Gerichtsbezirks Grünburg beschlossen. Dem Gerichtsbezirk Kirchdorf wurden in der Folge per 1. Jänner 2003 die Gemeinden Grünburg, Molln und Steinbach an der Steyr zugewiesen, der Gerichtsbezirk Steyr erhielt gleichzeitig die Gemeinden Adlwang und Waldneukirchen von Grünburg.
Im Zuge der Diskussion über eine Verwaltungsreform sowie Budgeteinsparungen kam es schließlich zur Entscheidung, auch den Gerichtsbezirk Windischgarsten aufzulösen, dessen Gebiet in der Folge per 1. Jänner 2013 an den Gerichtsbezirk Kirchdorf gelangte. Seit 2013 sind dadurch die acht Gemeinden Edlbach, Hinterstoder, Rosenau am Hengstpaß, Roßleithen, St. Pankraz, Spital am Pyhrn, Vorderstoder und Windischgarsten Teil des Gerichtsbezirks Kirchdorf.

## Gerichtssprengel
Der Gerichtssprengel umfasst nach mehreren Gemeindezusammenlegungen und den Erweiterungen 2003 bzw. 2013 mit den 23 Gemeinden Edlbach, Grünburg, Hinterstoder, Inzersdorf im Kremstal, Kirchdorf an der Krems, Klaus an der Pyhrnbahn, Kremsmünster, Micheldorf in Oberösterreich, Molln, Nußbach, Oberschlierbach, Pettenbach, Ried im Traunkreis, Rosenau am Hengstpaß, Roßleithen, St. Pankraz, Schlierbach, Spital am Pyhrn, Steinbach am Ziehberg, Steinbach an der Steyr, Vorderstoder, Wartberg an der Krems und Windischgarsten den gesamten Bezirk Kirchdorf.